# Gab Ferreira
Gab Ferreira, nome artístico de Gabriela Macarini Brito Ferreira (Criciúma, 20 de novembro de 1998) é uma cantora, compositora e modelo brasileira. Ficou inicialmente conhecida como participante da quinta temporada do The Voice Brasil, no qual se classificou semifinalista.
Em 2018, lançou seu primeiro disco, "Lemon Squeeze". Com 7 composições autorais em inglês, "Lemon Squeeze" alcançou repercussão internacional, atualmente somando pouco mais de 3 milhões de reproduções apenas no Spotify. O videoclipe do single "Not Yours" viralizou no Youtube e acumula mais de 2 milhões de visualizações na plataforma. Uma outra canção desta mesma época, "Summer Lover", parceria de Gab com a cantora paulistana YMA, também viralizou nas plataformas de música, com mais de 4 milhões de visualizações apenas no Youtube.
Em 2020, Ferreira assinou com a gravadora Balaclava Records. Seu mais recente álbum, "visions", de 2022, figurou em listas de melhores do ano pela mídia especializada, como Popload, Tenho Mais Discos que Amigos e Madsound. No fim de 2022, Ferreira se apresentou no festival Primavera Sound, com show elogiado pela imprensa.
Em 2023, a artista alcançou repercussão nacional após performar para um público pequeno no festival Lollapalooza. O crescimento da popularidade da artista em diferentes canais, uma resposta do público ao escrutínio midiático, foi noticiado por veículos como O Globo e Rolling Stone.
Ao longo de sua carreira, Ferreira acumula parcerias com artistas nacionais e internacionais, como YMA, Tuyo, Karen Jonz, Carlos do Complexo, DJ Planet Express e Baltra. Em 2024, fez a abertura do show da cantora norueguesa Sigrid em São Paulo. 

## Discografia
| Álbum         | Lançamento          | Gravadora             |
| ------------- | ------------------- | --------------------- |
| Lemon Squeeze | 4 de maio de 2018   | Extraordinários Music |
| visions       | 20 de abril de 2022 | Balaclava Records     |